# Вязовое (Оренбургская область)
Вязовое — село в Ташлинском районе Оренбургской области, административный центр Вязовского сельсовета.

## География
Располагается на расстоянии примерно 17 километр по прямой на восток-северо-восток от районного центра села Ташла.

## История
История села по данным сельсовета отмечена главным образом переименованием колхозов, действовавших в данном населённом пункте. Итак, с 1929 по 1951 год им. XVI партсъезда, потом до 1961 им. Сталина и, наконец, до 1990 им. Ленина. В новый период истории России это ЗАО им. Ленина и с 2009 года ООО «Нива».

## Население
Постоянное население составляло 607 человек в 2002 году (русские 70 %), 558 в 2010 году.